# カレニッシュ・サークル
カレニッシュ・サークル(Callenish Circle)は、オランダのデスラッシュ、メロディックデスメタルバンドである。

## 略歴
1992年に、パトリック・サヴェルコウル (Vo)とヨス・エヴァース (G)の2名を中心に結成。その後、モーリス・ヴァーゲマンズ (B)とスパイク (Dr)が加入。しかし、初期ラインナップは中々固定されず、1994年に、ロニー・ティッセン (G)、ゲイヴィン・ハルテ (Dr)、ジョン・ゴリッセン (B)が加入し、ラインナップが固定される。1995年に、デモ『Lovelorn』をリリースし、オランダのハンマーハート・レコードと契約し、1stアルバム『Drift of Empathy』をリリースしデビュー。
その後、ジョン・ゴリッセンとヨス・エヴァースが脱退し、レミー・ディエテレン (G)、ローランド・シュシュック (B)が加入。1998年に、EP『Escape』をポーラー・ベア・レコードからリリース。更にレーベルを、DSFAレコードに移して2ndアルバム、『Graceful...Yet Forbidding』をリリース。同アルバムは、その後、エッジ・ランナー・レコードからリリースされた。レーベルを再度メタル・ブレイド・レコーズに移して、3rdアルバム『Flesh_Power_Dominion』を2002年にリリース。
リリース後、ベーシストのローランド・シュシュックが脱退し、レネ・ロックス (B)が加入。翌2003年に、4thアルバム『My Passion // Your Pain』をリリース。同アルバムは、サウンドホリックから日本盤がリリースされ、日本デビューを果たした。2004年には、かつて所属していたハンマーハート・レコードの後身であるカルマゲドン・メディアより、コンピレーションアルバム『Forbidden Empathy』をリリースした。アメリカ合衆国ではキャンドルライト・レコード・USAよりリリースされた。このアルバムには、1stアルバム『Drift of Empathy』、2ndアルバム『Graceful...Yet Forbidding』、1stEP『Escape』に加えて1stデモ『Lovelorn』とコンピレーションアルバムに収録された1曲という初期の楽曲が多数収録された。
2005年にレネ・ロックスが脱退し、ヴィム・フォッセン (B)が加入。同年、5thアルバム『[Pitch.Black.Effects]』をリリースした。
2007年に解散した。

## メンバー

### 解散時のメンバー
- パトリック・パット・サヴェルコウル (Patrick "Pat" Savelkoul) - ボーカル
- ロニー・ティッセン (Ronny Tyssen) - ギター
- レミー・ムーク・ディエテレン (Remmy "Muuk" Dieteren) - ギター
- ヴィム・フォッセン (Wim Vossen) - ベース
- ゲイヴィン・ハルテ (Gavin Harte) - ドラム

### 元メンバー
- ヨス・エヴァース (Jos Evers) - ギター
- モーリス・ヴァーゲマンズ (Maurice Wagemans) - ベース
- ジョン・ゴリッセン (John Gorissen) - ベース
- ローランド・シュシュック (Roland Schuschke) - ベース
- レネ・ロックス (René "Rocco" Rokx) - ベース
- スパイク (Spike) - ドラム

## ディスコグラフィー
- 1995年 Lovelorn (Demo)
- 1996年 Drift of Empathy
- 1998年 Escape
- 1999年 Graceful...Yet Forbidding
- 2002年 Flesh_Power_Dominion
- 2003年 My Passion // Your Pain
- 2004年 Forbidden Empathy (ベスト)
- 2005年 [Pitch.Black.Effects]